# Erannis tangens
Erannis tangens là một loài bướm đêm trong họ Geometridae.